# Heinrich Hönich
 Heinrich Hönich, též uváděn Jindřich Hönich (5. října 1873 Dolní Hanychov – 5. září 1957 Gstadt am Chiemsee) byl česko-německý akademický malíř, grafik a pedagog.

## Život
Narodil se v Dolním Hanychově do rodiny soukeníka Wilhelma Hönicha. Původně se vyučil litografem. V letech 1893-1896 studoval na pražské Akademii výtvarných umění u prof. Maxmiliána Pirnera. V dalším studiu pokračoval na Akademii výtvarných umění v Drážďanech. V letech 1906-1928 žil v Mnichově, kde se účastnil mnoha výstav. Z Mnichova zamířil do Prahy, kde v letech 1928-1939 převzal grafickou speciálku na Malířské akademii za zemřelého prof. Augusta Brömseho. K jeho studentům patřili například Max Geyer, Josef Vietze, Max Zeschitz, František Matoušek, Oskar Kreibich a další. Byl členem Metznerova svazu a v Praze se pravidelně zúčastňoval výstav pořádaných spolkem Deutsch-böhmischer Künstlerbund. V roce 1945 byl internován a dožil v západoněmeckém městě Gstadt am Chiemsee.
Jindřich Hönich se věnoval především krajinomalbě a grafice. Vytvářel ex-libris, plakáty, pracoval technikou leptu a litografie, byl zručný kreslíř a grafik.